# گلژنو
گلژنو (به لهستانی:  Gleźno) یک روستا در لهستان است که در گمینا خوشچنو واقع شده‌است.
 گلژنو   ۵۵ متر بالاتر از سطح دریا واقع شده‌است.